# Stâlnișoara
Stâlnișoara falu Romániában, Erdélyben, Fehér megyében. Közigazgatásilag Bucsony községhez tartozik.

## Fekvése
Bucsum-Muntár közelében fekvő település.

## Története
Stâlnişoara korábban Bucsum-Muntár része volt, 1956 körül vált külön 59 lakossal.
1966-ban 53, 1977-ben 52, 1992-ben 28, 2002-ben pedig 23 román lakosa volt.